# Dip
|  | Aquest article tracta sobre l'ésser mitològic. Vegeu-ne altres significats a «DIP (desambiguació)». |

El dip (segurament de l'àrab, ذئب, /d'ib/, llop) és un ésser mitològic. És una mena de gos malvat i pelut, un emissari del dimoni que, com tants d'altres, és coix d'una cama. Viu de xuclar la sang de la gent per a ell mateix. A l'escut de Pratdip (Baix Camp), s'hi pot veure una imatge d'aquest gos. Precisament en aquest poble és una llegenda molt viva.
La llegenda és molt antiga. Al retaule de Santa Marina de Pratdip, del 1602, ja surten imatges d'aquests gossos vampirs. També apareixen en un altre retaule del 1730, retallats sobre un fons d'or. La llegenda diu que aquests gossos xuclaven la sang del bestiar, però només sortien de nit, i entre les seves víctimes hi havia els borratxos noctàmbuls que anaven a beure vi a les tavernes del poble.
Es deia que es veien uns ulls diabòlics entre les ombres de la nit. Però en realitat mai ningú va veure aquests gossos tan sinistres. Es creu que aquesta llegenda només pretenia fer por als borratxos del poble i evitar així que es dediquessin a beure més del compte.
Segons la tradició, el nom del poble ve precisament d'aquests gossos, que es diu que van desaparèixer al segle xix. A l'entrada de Pratdip hi ha un monument a aquest ésser mitològic, però tal com hi és representat té una imatge ben amable.
A causa de la seva set de sang, el dip va servir per inspirar Joan Perucho que, a la seva novel·la Les històries naturals (1960), relata la història d'Onofre de Dip, un vampir amb la capacitat de transformar-se en molts animals. La part central de l'obra transcorre a Pratdip a l'inici del segle xix, en plena guerra carlina, i el dip en realitat era un ambaixador del rei En Jaume que 700 anys abans havia anat als Carpats en missió diplomàtica i allà havia estat atacat per una noble vampiressa.